# Mollinedia triflora
Mollinedia triflora är en tvåhjärtbladig växtart som först beskrevs av Spreng., och fick sitt nu gällande namn av Louis René Tulasne. Mollinedia triflora ingår i släktet Mollinedia och familjen Monimiaceae. Inga underarter finns listade i Catalogue of Life.